# Perfect (chanson d'Ed Sheeran)
 (janvier 2018).
Si vous disposez d'ouvrages ou d'articles de référence ou si vous connaissez des sites web de qualité traitant du thème abordé ici, merci de compléter l'article en donnant les références utiles à sa vérifiabilité et en les liant à la section « Notes et références ».
Pour les articles homonymes, voir Perfect.
Singles de Ed Sheeran
Galway Girl
(2017) Happier
(2018)
Perfect est une chanson de l’auteur-compositeur-interprète britannique Ed Sheeran. Il s'agit du quatrième single issu de son troisième album studio, ÷ (2017). C'est une ballade romantique, elle est la piste no 5 de l'album.
Elle est no 1 du classement mégafusion (ventes + streaming) en France pendant quatre semaines, ainsi que no 1 des ventes pendant huit semaines. 
En avril 2018, le clip dépasse le milliard de vues sur YouTube. 
Elle a été reprise en duo avec Beyoncé sous le titre de Perfect Duet, ainsi qu'avec Andrea Bocelli sous le titre de Perfect Symphony.

## Classements hebdomadaires par pays
version originale en solo
| Classements (2017-2018)                 | Meilleure position |
| --------------------------------------- | ------------------ |
| Allemagne (Media Control AG)            | 1                  |
| Australie (ARIA)                        | 1                  |
| Autriche (Ö3 Austria Top 40)            | 1                  |
| Belgique (Flandre Ultratop 50 Singles)  | 1                  |
| Belgique (Wallonie Ultratop 50 Singles) | 1                  |
| Canada (Hot 100)                        | 1                  |
| Danemark (Tracklisten)                  | 1                  |
| Écosse (OCC)                            | 1                  |
| Espagne (PROMUSICAE)                    | 2                  |
| États-Unis (Hot 100)                    | 1                  |
| États-Unis (Adult Contemporary)         | 1                  |
| États-Unis (Adult Pop Songs)            | 1                  |
| États-Unis (Pop Airplay)                | 1                  |
| Europe (Euro Digital Song)              | 1                  |
| Finlande (Suomen virallinen lista)      | 13                 |
| France (SNEP)                           | 1                  |
| Irlande (IRMA)                          | 2                  |
| Italie (FIMI)                           | 1                  |
| Luxembourg (Billboard)                  | 1                  |
| Norvège (VG-lista)                      | 4                  |
| Nouvelle-Zélande (RMNZ)                 | 1                  |
| Pays-Bas (Nederlandse Top 40)           | 1                  |
| Pays-Bas (Single Top 100)               | 1                  |
| Pologne (ZPAV)                          | 1                  |
| Portugal (AFP)                          | 5                  |
| Royaume-Uni (UK Singles Chart)          | 1                  |
| Suède (Sverigetopplistan)               | 1                  |
| Suisse (Schweizer Hitparade)            | 1                  |

version en duo avec Beyoncé
| Classements (2017-2018)            | Meilleure position |
| ---------------------------------- | ------------------ |
| Autriche (Ö3 Austria Top 40)       | 4                  |
| Brésil (Brazil Hot 100)            | 1                  |
| Espagne (PROMUSICAE)               | 23                 |
| Finlande (Suomen virallinen lista) | 11                 |
| Norvège (VG-lista)                 | 9                  |
| Portugal (AFP)                     | 3                  |

version en duo avec Andrea Bocelli
| Classements (2017-2018)              | Meilleure position |
| ------------------------------------ | ------------------ |
| Autriche (Ö3 Austria Top 40)         | 26                 |
| Nouvelle-Zélande (Recorded Music NZ) | 1                  |